# HU Близнецов
HU Близнецов (лат. HU Geminorum) — двойная затменная переменная звезда типа Алголя (EA) в созвездии Близнецов на расстоянии (вычисленном из значения параллакса) приблизительно 20 347 световых лет (около 6 238 парсек) от Солнца. Видимая звёздная величина звезды — от +16,6m до +15,7m. Орбитальный период — около 1,7003 суток. Возраст звезды оценивается в среднем как около 760 млн лет.

## Характеристики
Первый компонент — бело-голубая звезда спектрального класса B8. Масса — около 1,92 солнечной, радиус — около 2,11 солнечных. Эффективная температура — около 9448 К.
Второй компонент — белая звезда спектрального класса A9.